# Eleições legislativas de 2015 em Vila Nova de Famalicão

## Resultados Oficiais
| Partido                 | Partido                         | Votos   | %               | +/-   |
| ----------------------- | ------------------------------- | ------- | --------------- | ----- |
|                         | Portugal à Frente               | 34 059  | 44,99 / 100,00  | 4,99  |
|                         | Partido Socialista              | 24 293  | 32,09 / 100,00  | 3,78  |
|                         | Bloco de Esquerda               | 6 935   | 9,16 / 100,00   | 5,05  |
|                         | Coligação Democrática Unitária  | 3 524   | 4,65 / 100,00   | 0,48  |
|                         | Partido Democrático Republicano | 1 097   | 1,45 / 100,00   | Novo  |
|                         | PCTP/MRPP                       | 830     | 1,10 / 100,00   | 0,31  |
|                         | Outros                          | 2 241   | 2,96 / 100,00   |       |
| Votos Inválidos         | Votos Inválidos                 | 2 727   | 3,60 / 100,00   | 0,03  |
| Total                   | Total                           | 75 706  | 100,00 / 100,00 |       |
| Eleitorado/Participação | Eleitorado/Participação         | 118 743 | 63,76 / 100,00  | 2,59  |
| Fonte                   | Fonte                           | [ 1 ]   | [ 1 ]           | [ 1 ] |

## Resultados por Freguesia
Os resultados seguintes referem-se aos partidos que obtiveram mais de 1,00% dos votos:
| Freguesia                           | %     | %     | %     | %     | %    | %    | Votantes |
| Freguesia                           | PÀF   | PS    | BE    | CDU   | PDR  | PCTP | Votantes |
| ----------------------------------- | ----- | ----- | ----- | ----- | ---- | ---- | -------- |
| Antas e Abade de Vermoim            | 48,17 | 29,81 | 9,18  | 4,83  | 1,07 | 1,04 | 3 932    |
| Arnoso e Sezures                    | 43,15 | 33,43 | 9,54  | 4,72  | 0,83 | 0,92 | 2 181    |
| Avidos e Lagoa                      | 44,55 | 33,07 | 10,05 | 3,11  | 1,82 | 0,78 | 1 542    |
| Bairro                              | 44,12 | 32,67 | 9,56  | 5,16  | 1,28 | 0,77 | 1 956    |
| Brufe                               | 43,69 | 35,00 | 8,15  | 4,77  | 1,38 | 0,92 | 1 300    |
| Carreira e Bente                    | 41,11 | 36,39 | 9,31  | 5,07  | 0,97 | 1,25 | 1 440    |
| Castelões                           | 39,82 | 35,45 | 11,27 | 4,27  | 2,27 | 0,64 | 1 100    |
| Cruz                                | 48,48 | 28,01 | 9,83  | 4,50  | 1,65 | 0,64 | 1 089    |
| Delães                              | 28,80 | 43,63 | 11,74 | 6,69  | 1,82 | 1,55 | 2 198    |
| Esmeriz e Cabeçudos                 | 51,50 | 28,02 | 8,09  | 3,10  | 1,10 | 0,85 | 2 002    |
| Fradelos                            | 51,51 | 32,26 | 6,85  | 2,52  | 0,96 | 0,66 | 1 984    |
| Gavião                              | 47,06 | 31,63 | 8,42  | 3,94  | 1,13 | 1,00 | 2 210    |
| Gondifelos, Cavalões e Outiz        | 58,75 | 23,54 | 7,58  | 2,71  | 1,24 | 0,81 | 2 732    |
| Joane                               | 43,79 | 33,96 | 8,46  | 4,04  | 2,12 | 0,91 | 4 526    |
| Landim                              | 41,92 | 36,93 | 8,61  | 2,56  | 1,62 | 1,56 | 1 603    |
| Lemenhe, Mouquim e Jesufrei         | 50,96 | 29,84 | 6,92  | 2,22  | 1,60 | 1,24 | 1 937    |
| Louro                               | 47,80 | 32,53 | 6,82  | 3,69  | 1,42 | 0,99 | 1 408    |
| Lousado                             | 34,83 | 37,56 | 10,83 | 6,25  | 1,54 | 1,89 | 2 271    |
| Mogege                              | 46,31 | 31,97 | 8,08  | 4,08  | 2,69 | 1,56 | 1 151    |
| Nine                                | 41,43 | 37,62 | 6,40  | 4,23  | 1,70 | 1,41 | 1 704    |
| Oliveira (Santa Maria)              | 38,38 | 32,61 | 13,71 | 6,81  | 1,58 | 1,13 | 2 027    |
| Oliveira (São Mateus)               | 34,11 | 37,19 | 9,93  | 11,37 | 0,82 | 1,58 | 1 460    |
| Pedome                              | 32,47 | 38,83 | 10,04 | 8,87  | 1,76 | 1,76 | 1 195    |
| Pousada de Saramagos                | 37,11 | 37,19 | 9,86  | 5,98  | 1,55 | 1,24 | 1 288    |
| Requião                             | 50,94 | 26,68 | 9,45  | 3,81  | 1,56 | 0,86 | 1 863    |
| Riba de Ave                         | 32,82 | 36,28 | 11,47 | 11,32 | 1,19 | 1,19 | 2 023    |
| Ribeirão                            | 55,85 | 23,09 | 8,61  | 3,22  | 1,77 | 1,07 | 4 972    |
| Ruivães e Novais                    | 33,26 | 44,25 | 9,34  | 3,70  | 1,65 | 1,37 | 1 756    |
| Seide                               | 52,14 | 27,24 | 9,83  | 2,88  | 1,50 | 1,07 | 936      |
| Vale (São Cosme), Telhado e Portela | 52,45 | 25,20 | 7,57  | 4,28  | 1,63 | 1,17 | 3 064    |
| Vale (São Martinho)                 | 46,93 | 32,07 | 8,48  | 2,42  | 1,53 | 0,57 | 1 238    |
| Vermoim                             | 43,88 | 34,18 | 10,29 | 3,82  | 1,35 | 1,18 | 1 700    |
| Vila Nova de Famalicão e Calendário | 44,20 | 31,62 | 9,55  | 5,13  | 1,20 | 1,06 | 11 126   |
| Vilarinho das Cambas                | 52,65 | 27,02 | 8,59  | 1,89  | 0,88 | 1,26 | 792      |
| Vila Nova de Famalicão              | 44,99 | 32,09 | 9,16  | 4,65  | 1,45 | 1,10 | 75 706   |

#### Antas e Abade de Vermoim
| Partido                 | Partido                         | Votos | %               |
| ----------------------- | ------------------------------- | ----- | --------------- |
|                         | Portugal à Frente               | 1 894 | 48,17 / 100,00  |
|                         | Partido Socialista              | 1 172 | 29,81 / 100,00  |
|                         | Bloco de Esquerda               | 361   | 9,18 / 100,00   |
|                         | Coligação Democrática Unitária  | 190   | 4,83 / 100,00   |
|                         | Partido Democrático Republicano | 42    | 1,07 / 100,00   |
|                         | PCTP/MRPP                       | 41    | 1,04 / 100,00   |
|                         | Outros                          | 107   | 2,74 / 100,00   |
| Votos Inválidos         | Votos Inválidos                 | 125   | 3,18 / 100,00   |
| Total                   | Total                           | 3 932 | 100,00 / 100,00 |
| Eleitorado/Participação | Eleitorado/Participação         | 6 131 | 64,13 / 100,00  |

#### Arnoso e Sezures
| Partido                 | Partido                        | Votos | %               |
| ----------------------- | ------------------------------ | ----- | --------------- |
|                         | Portugal à Frente              | 941   | 43,15 / 100,00  |
|                         | Partido Socialista             | 729   | 33,43 / 100,00  |
|                         | Bloco de Esquerda              | 208   | 9,54 / 100,00   |
|                         | Coligação Democrática Unitária | 103   | 4,72 / 100,00   |
|                         | Outros                         | 105   | 4,81 / 100,00   |
| Votos Inválidos         | Votos Inválidos                | 95    | 4,35 / 100,00   |
| Total                   | Total                          | 2 181 | 100,00 / 100,00 |
| Eleitorado/Participação | Eleitorado/Participação        | 3 218 | 67,78 / 100,00  |

#### Avidos e Lagoa
| Partido                 | Partido                         | Votos | %               |
| ----------------------- | ------------------------------- | ----- | --------------- |
|                         | Portugal à Frente               | 687   | 44,55 / 100,00  |
|                         | Partido Socialista              | 510   | 33,07 / 100,00  |
|                         | Bloco de Esquerda               | 155   | 10,05 / 100,00  |
|                         | Coligação Democrática Unitária  | 48    | 3,11 / 100,00   |
|                         | Partido Democrático Republicano | 17    | 1,82 / 100,00   |
|                         | Pessoas–Animais–Natureza        | 12    | 1,10 / 100,00   |
|                         | Outros                          | 45    | 2,91 / 100,00   |
| Votos Inválidos         | Votos Inválidos                 | 52    | 3,37 / 100,00   |
| Total                   | Total                           | 1 542 | 100,00 / 100,00 |
| Eleitorado/Participação | Eleitorado/Participação         | 2 275 | 67,78 / 100,00  |

#### Bairro
| Partido                 | Partido                         | Votos | %               | +/-  |
| ----------------------- | ------------------------------- | ----- | --------------- | ---- |
|                         | Portugal à Frente               | 863   | 44,12 / 100,00  | 6,83 |
|                         | Partido Socialista              | 639   | 32,67 / 100,00  | 1,83 |
|                         | Bloco de Esquerda               | 187   | 9,56 / 100,00   | 6,29 |
|                         | Coligação Democrática Unitária  | 101   | 5,16 / 100,00   | 0,05 |
|                         | Partido Democrático Republicano | 25    | 1,28 / 100,00   | Novo |
|                         | Outros                          | 75    | 3,83 / 100,00   |      |
| Votos Inválidos         | Votos Inválidos                 | 66    | 3,37 / 100,00   | 0,76 |
| Total                   | Total                           | 1 956 | 100,00 / 100,00 |      |
| Eleitorado/Participação | Eleitorado/Participação         | 3 246 | 60,26 / 100,00  | 3,12 |

#### Brufe
| Partido                 | Partido                         | Votos | %               | +/-  |
| ----------------------- | ------------------------------- | ----- | --------------- | ---- |
|                         | Portugal à Frente               | 568   | 43,69 / 100,00  | 2,82 |
|                         | Partido Socialista              | 455   | 35,00 / 100,00  | 5,23 |
|                         | Bloco de Esquerda               | 106   | 8,15 / 100,00   | 4,83 |
|                         | Coligação Democrática Unitária  | 62    | 4,77 / 100,00   | 0,73 |
|                         | Partido Democrático Republicano | 18    | 1,38 / 100,00   | Novo |
|                         | Outros                          | 42    | 3,24 / 100,00   |      |
| Votos Inválidos         | Votos Inválidos                 | 50    | 3,85 / 100,00   | 1,25 |
| Total                   | Total                           | 1 300 | 100,00 / 100,00 |      |
| Eleitorado/Participação | Eleitorado/Participação         | 2 026 | 64,17 / 100,00  | 3,26 |

#### Carreira e Bente
| Partido                 | Partido                        | Votos | %               |
| ----------------------- | ------------------------------ | ----- | --------------- |
|                         | Portugal à Frente              | 592   | 41,11 / 100,00  |
|                         | Partido Socialista             | 524   | 36,39 / 100,00  |
|                         | Bloco de Esquerda              | 134   | 9,31 / 100,00   |
|                         | Coligação Democrática Unitária | 73    | 5,07 / 100,00   |
|                         | PCTP/MRPP                      | 18    | 1,25 / 100,00   |
|                         | Outros                         | 46    | 3,19 / 100,00   |
| Votos Inválidos         | Votos Inválidos                | 53    | 3,68 / 100,00   |
| Total                   | Total                          | 1 440 | 100,00 / 100,00 |
| Eleitorado/Participação | Eleitorado/Participação        | 2 411 | 59,73 / 100,00  |

#### Castelões
| Partido                 | Partido                         | Votos | %               | +/-  |
| ----------------------- | ------------------------------- | ----- | --------------- | ---- |
|                         | Portugal à Frente               | 438   | 39,82 / 100,00  | 2,87 |
|                         | Partido Socialista              | 390   | 35,45 / 100,00  | 6,78 |
|                         | Bloco de Esquerda               | 124   | 11,27 / 100,00  | 7,18 |
|                         | Coligação Democrática Unitária  | 47    | 4,27 / 100,00   | 0,18 |
|                         | Partido Democrático Republicano | 25    | 2,27 / 100,00   | Novo |
|                         | Outros                          | 39    | 3,55 / 100,00   |      |
| Votos Inválidos         | Votos Inválidos                 | 37    | 3,37 / 100,00   | 0,16 |
| Total                   | Total                           | 1 100 | 100,00 / 100,00 |      |
| Eleitorado/Participação | Eleitorado/Participação         | 1 763 | 62,39 / 100,00  | 1,14 |

#### Cruz
| Partido                 | Partido                         | Votos | %               | +/-  |
| ----------------------- | ------------------------------- | ----- | --------------- | ---- |
|                         | Portugal à Frente               | 528   | 48,48 / 100,00  | 1,34 |
|                         | Partido Socialista              | 305   | 28,01 / 100,00  | 7,29 |
|                         | Bloco de Esquerda               | 107   | 9,83 / 100,00   | 6,20 |
|                         | Coligação Democrática Unitária  | 49    | 4,50 / 100,00   | 1,69 |
|                         | Partido Democrático Republicano | 18    | 1,65 / 100,00   | Novo |
|                         | Outros                          | 38    | 3,49 / 100,00   |      |
| Votos Inválidos         | Votos Inválidos                 | 44    | 4,08 / 100,00   | 0,37 |
| Total                   | Total                           | 1 089 | 100,00 / 100,00 |      |
| Eleitorado/Participação | Eleitorado/Participação         | 1 480 | 73,58 / 100,00  | 0,93 |

#### Delães
| Partido                 | Partido                         | Votos | %               | +/-  |
| ----------------------- | ------------------------------- | ----- | --------------- | ---- |
|                         | Partido Socialista              | 959   | 43,63 / 100,00  | 5,85 |
|                         | Portugal à Frente               | 633   | 28,80 / 100,00  | 3,42 |
|                         | Bloco de Esquerda               | 258   | 11,74 / 100,00  | 5,63 |
|                         | Coligação Democrática Unitária  | 147   | 6,69 / 100,00   | 1,01 |
|                         | Partido Democrático Republicano | 40    | 1,82 / 100,00   | Novo |
|                         | PCTP/MRPP                       | 34    | 1,55 / 100,00   | 0,50 |
|                         | Outros                          | 52    | 2,37 / 100,00   |      |
| Votos Inválidos         | Votos Inválidos                 | 75    | 3,42 / 100,00   | 0,07 |
| Total                   | Total                           | 2 198 | 100,00 / 100,00 |      |
| Eleitorado/Participação | Eleitorado/Participação         | 3 709 | 59,26 / 100,00  | 3,04 |

#### Esmeriz e Cabeçudos
| Partido                 | Partido                         | Votos | %               |
| ----------------------- | ------------------------------- | ----- | --------------- |
|                         | Portugal à Frente               | 1 031 | 51,50 / 100,00  |
|                         | Partido Socialista              | 561   | 28,02 / 100,00  |
|                         | Bloco de Esquerda               | 162   | 8,09 / 100,00   |
|                         | Coligação Democrática Unitária  | 62    | 3,10 / 100,00   |
|                         | Partido Democrático Republicano | 22    | 1,10 / 100,00   |
|                         | Outros                          | 69    | 3,45 / 100,00   |
| Votos Inválidos         | Votos Inválidos                 | 95    | 4,75 / 100,00   |
| Total                   | Total                           | 2 002 | 100,00 / 100,00 |
| Eleitorado/Participação | Eleitorado/Participação         | 3 124 | 64,08 / 100,00  |

#### Fradelos
| Partido                 | Partido                        | Votos | %               | +/-  |
| ----------------------- | ------------------------------ | ----- | --------------- | ---- |
|                         | Portugal à Frente              | 1 022 | 51,51 / 100,00  | 5,90 |
|                         | Partido Socialista             | 640   | 32,26 / 100,00  | 1,64 |
|                         | Bloco de Esquerda              | 136   | 6,85 / 100,00   | 5,24 |
|                         | Coligação Democrática Unitária | 50    | 2,52 / 100,00   | 1,01 |
|                         | Outros                         | 74    | 3,72 / 100,00   |      |
| Votos Inválidos         | Votos Inválidos                | 62    | 3,12 / 100,00   | 0,26 |
| Total                   | Total                          | 1 984 | 100,00 / 100,00 |      |
| Eleitorado/Participação | Eleitorado/Participação        | 3 290 | 60,30 / 100,00  | 2,07 |

#### Gavião
| Partido                 | Partido                         | Votos | %               | +/-  |
| ----------------------- | ------------------------------- | ----- | --------------- | ---- |
|                         | Portugal à Frente               | 1 040 | 47,06 / 100,00  | 1,60 |
|                         | Partido Socialista              | 699   | 31,63 / 100,00  | 5,24 |
|                         | Bloco de Esquerda               | 186   | 8,42 / 100,00   | 4,55 |
|                         | Coligação Democrática Unitária  | 87    | 3,94 / 100,00   | 0,33 |
|                         | Pessoas–Animais–Natureza        | 31    | 1,40 / 100,00   | 0,70 |
|                         | Partido Democrático Republicano | 25    | 1,13 / 100,00   | Novo |
|                         | PCTP/MRPP                       | 22    | 1,00 / 100,00   | 0,30 |
|                         | Outros                          | 48    | 2,18 / 100,00   |      |
| Votos Inválidos         | Votos Inválidos                 | 72    | 3,26 / 100,00   | 0,44 |
| Total                   | Total                           | 2 210 | 100,00 / 100,00 |      |
| Eleitorado/Participação | Eleitorado/Participação         | 3 358 | 65,81 / 100,00  | 0,64 |

#### Gondifelos, Cavalões e Outiz
| Partido                 | Partido                         | Votos | %               |
| ----------------------- | ------------------------------- | ----- | --------------- |
|                         | Portugal à Frente               | 1 605 | 58,75 / 100,00  |
|                         | Partido Socialista              | 643   | 23,54 / 100,00  |
|                         | Bloco de Esquerda               | 207   | 7,58 / 100,00   |
|                         | Coligação Democrática Unitária  | 74    | 2,71 / 100,00   |
|                         | Partido Democrático Republicano | 34    | 1,24 / 100,00   |
|                         | Outros                          | 86    | 3,14 / 100,00   |
| Votos Inválidos         | Votos Inválidos                 | 83    | 3,03 / 100,00   |
| Total                   | Total                           | 2 732 | 100,00 / 100,00 |
| Eleitorado/Participação | Eleitorado/Participação         | 4 383 | 62,33 / 100,00  |

#### Joane
| Partido                 | Partido                         | Votos | %               | +/-  |
| ----------------------- | ------------------------------- | ----- | --------------- | ---- |
|                         | Portugal à Frente               | 1 982 | 43,79 / 100,00  | 2,25 |
|                         | Partido Socialista              | 1 537 | 33,96 / 100,00  | 6,20 |
|                         | Bloco de Esquerda               | 383   | 8,46 / 100,00   | 3,64 |
|                         | Coligação Democrática Unitária  | 183   | 4,04 / 100,00   | 0,59 |
|                         | Partido Democrático Republicano | 96    | 2,12 / 100,00   | Novo |
|                         | Outros                          | 175   | 3,86 / 100,00   |      |
| Votos Inválidos         | Votos Inválidos                 | 170   | 3,75 / 100,00   | 0,92 |
| Total                   | Total                           | 4 526 | 100,00 / 100,00 |      |
| Eleitorado/Participação | Eleitorado/Participação         | 7 000 | 64,66 / 100,00  | 4,97 |

#### Landim
| Partido                 | Partido                         | Votos | %               | +/-  |
| ----------------------- | ------------------------------- | ----- | --------------- | ---- |
|                         | Portugal à Frente               | 672   | 41,92 / 100,00  | 3,40 |
|                         | Partido Socialista              | 592   | 36,93 / 100,00  | 4,58 |
|                         | Bloco de Esquerda               | 138   | 8,61 / 100,00   | 4,39 |
|                         | Coligação Democrática Unitária  | 41    | 2,56 / 100,00   | 0,34 |
|                         | Partido Democrático Republicano | 26    | 1,62 / 100,00   | Novo |
|                         | PCTP/MRPP                       | 25    | 1,56 / 100,00   | 0,97 |
|                         | Pessoas–Animais–Natureza        | 17    | 1,06 / 100,00   | 0,53 |
|                         | Outros                          | 31    | 1,94 / 100,00   |      |
| Votos Inválidos         | Votos Inválidos                 | 61    | 3,81 / 100,00   | 0,59 |
| Total                   | Total                           | 1 603 | 100,00 / 100,00 |      |
| Eleitorado/Participação | Eleitorado/Participação         | 2 711 | 59,13 / 100,00  | 2,80 |

#### Lemenhe, Mouquim e Jesufrei
| Partido                 | Partido                         | Votos | %               |
| ----------------------- | ------------------------------- | ----- | --------------- |
|                         | Portugal à Frente               | 987   | 50,96 / 100,00  |
|                         | Partido Socialista              | 578   | 29,84 / 100,00  |
|                         | Bloco de Esquerda               | 134   | 6,92 / 100,00   |
|                         | Coligação Democrática Unitária  | 43    | 2,22 / 100,00   |
|                         | Partido Democrático Republicano | 31    | 1,60 / 100,00   |
|                         | PCTP/MRPP                       | 24    | 1,24 / 100,00   |
|                         | Outros                          | 54    | 2,80 / 100,00   |
| Votos Inválidos         | Votos Inválidos                 | 86    | 4,44 / 100,00   |
| Total                   | Total                           | 1 937 | 100,00 / 100,00 |
| Eleitorado/Participação | Eleitorado/Participação         | 2 777 | 69,75 / 100,00  |

#### Louro
| Partido                 | Partido                         | Votos | %               | +/-  |
| ----------------------- | ------------------------------- | ----- | --------------- | ---- |
|                         | Portugal à Frente               | 673   | 47,80 / 100,00  | 3,52 |
|                         | Partido Socialista              | 458   | 32,53 / 100,00  | 3,09 |
|                         | Bloco de Esquerda               | 96    | 6,82 / 100,00   | 3,90 |
|                         | Coligação Democrática Unitária  | 52    | 3,69 / 100,00   | 1,51 |
|                         | Partido Democrático Republicano | 20    | 1,42 / 100,00   | Novo |
|                         | Outros                          | 56    | 3,97 / 100,00   |      |
| Votos Inválidos         | Votos Inválidos                 | 53    | 3,76 / 100,00   | 0,12 |
| Total                   | Total                           | 1 408 | 100,00 / 100,00 |      |
| Eleitorado/Participação | Eleitorado/Participação         | 1 950 | 72,21 / 100,00  | 0,08 |

#### Lousado
| Partido                 | Partido                         | Votos | %               | +/-  |
| ----------------------- | ------------------------------- | ----- | --------------- | ---- |
|                         | Partido Socialista              | 853   | 37,56 / 100,00  | 1,78 |
|                         | Portugal à Frente               | 791   | 34,83 / 100,00  | 7,59 |
|                         | Bloco de Esquerda               | 246   | 10,83 / 100,00  | 4,71 |
|                         | Coligação Democrática Unitária  | 142   | 6,25 / 100,00   | 1,58 |
|                         | PCTP/MRPP                       | 43    | 1,89 / 100,00   | 0,86 |
|                         | Partido Democrático Republicano | 35    | 1,54 / 100,00   | Novo |
|                         | Pessoas–Animais–Natureza        | 27    | 1,19 / 100,00   | 0,72 |
|                         | Outros                          | 53    | 2,34 / 100,00   |      |
| Votos Inválidos         | Votos Inválidos                 | 81    | 3,57 / 100,00   | 0,20 |
| Total                   | Total                           | 2 271 | 100,00 / 100,00 |      |
| Eleitorado/Participação | Eleitorado/Participação         | 3 425 | 66,31 / 100,00  | 1,87 |

#### Mogege
| Partido                 | Partido                         | Votos | %               | +/-     |
| ----------------------- | ------------------------------- | ----- | --------------- | ------- |
|                         | Portugal à Frente               | 533   | 46,31 / 100,00  | 0,08    |
|                         | Partido Socialista              | 368   | 31,97 / 100,00  | 7,25    |
|                         | Bloco de Esquerda               | 93    | 8,08 / 100,00   | 3,64    |
|                         | Coligação Democrática Unitária  | 47    | 4,08 / 100,00   | Estável |
|                         | Partido Democrático Republicano | 31    | 2,69 / 100,00   | Novo    |
|                         | PCTP/MRPP                       | 18    | 1,56 / 100,00   | 0,94    |
|                         | Outros                          | 37    | 3,21 / 100,00   |         |
| Votos Inválidos         | Votos Inválidos                 | 24    | 2,08 / 100,00   | 0,40    |
| Total                   | Total                           | 1 151 | 100,00 / 100,00 |         |
| Eleitorado/Participação | Eleitorado/Participação         | 1 747 | 65,88 / 100,00  | 0,74    |

#### Nine
| Partido                 | Partido                         | Votos | %               | +/-     |
| ----------------------- | ------------------------------- | ----- | --------------- | ------- |
|                         | Portugal à Frente               | 706   | 41,43 / 100,00  | 7,04    |
|                         | Partido Socialista              | 641   | 37,62 / 100,00  | 1,51    |
|                         | Bloco de Esquerda               | 109   | 6,40 / 100,00   | 2,07    |
|                         | Coligação Democrática Unitária  | 72    | 4,23 / 100,00   | 0,59    |
|                         | Partido Democrático Republicano | 29    | 1,70 / 100,00   | Novo    |
|                         | PCTP/MRPP                       | 24    | 1,41 / 100,00   | 0,37    |
|                         | Outros                          | 59    | 3,46 / 100,00   |         |
| Votos Inválidos         | Votos Inválidos                 | 64    | 3,75 / 100,00   | Estável |
| Total                   | Total                           | 1 704 | 100,00 / 100,00 |         |
| Eleitorado/Participação | Eleitorado/Participação         | 2 621 | 65,01 / 100,00  | 3,09    |

#### Oliveira Santa Maria
| Partido                 | Partido                         | Votos | %               | +/-   |
| ----------------------- | ------------------------------- | ----- | --------------- | ----- |
|                         | Portugal à Frente               | 778   | 38,38 / 100,00  | 0,02  |
|                         | Partido Socialista              | 661   | 32,61 / 100,00  | 10,15 |
|                         | Bloco de Esquerda               | 278   | 13,71 / 100,00  | 7,07  |
|                         | Coligação Democrática Unitária  | 138   | 6,81 / 100,00   | 1,40  |
|                         | Partido Democrático Republicano | 32    | 1,58 / 100,00   | Novo  |
|                         | PCTP/MRPP                       | 23    | 1,13 / 100,00   | 0,13  |
|                         | Outros                          | 53    | 2,62 / 100,00   |       |
| Votos Inválidos         | Votos Inválidos                 | 64    | 3,16 / 100,00   | 0,07  |
| Total                   | Total                           | 2 027 | 100,00 / 100,00 |       |
| Eleitorado/Participação | Eleitorado/Participação         | 3 223 | 62,89 / 100,00  | 1,86  |

#### Oliveira São Mateus
| Partido                 | Partido                        | Votos | %               | +/-  |
| ----------------------- | ------------------------------ | ----- | --------------- | ---- |
|                         | Partido Socialista             | 543   | 37,19 / 100,00  | 4,84 |
|                         | Portugal à Frente              | 498   | 34,11 / 100,00  | 4,33 |
|                         | Coligação Democrática Unitária | 166   | 11,37 / 100,00  | 1,64 |
|                         | Bloco de Esquerda              | 145   | 9,93 / 100,00   | 6,83 |
|                         | PCTP/MRPP                      | 23    | 1,58 / 100,00   | 0,15 |
|                         | Outros                         | 53    | 3,63 / 100,00   |      |
| Votos Inválidos         | Votos Inválidos                | 32    | 2,19 / 100,00   | 1,10 |
| Total                   | Total                          | 1 460 | 100,00 / 100,00 |      |
| Eleitorado/Participação | Eleitorado/Participação        | 2 387 | 61,16 / 100,00  | 3,88 |

#### Pedome
| Partido                 | Partido                         | Votos | %               | +/-  |
| ----------------------- | ------------------------------- | ----- | --------------- | ---- |
|                         | Partido Socialista              | 464   | 38,83 / 100,00  | 5,68 |
|                         | Portugal à Frente               | 388   | 32,47 / 100,00  | 2,66 |
|                         | Bloco de Esquerda               | 120   | 10,04 / 100,00  | 5,35 |
|                         | Coligação Democrática Unitária  | 106   | 8,87 / 100,00   | 1,15 |
|                         | Partido Democrático Republicano | 21    | 1,76 / 100,00   | Novo |
|                         | PCTP/MRPP                       | 21    | 1,76 / 100,00   | 0,40 |
|                         | Outros                          | 34    | 2,84 / 100,00   |      |
| Votos Inválidos         | Votos Inválidos                 | 41    | 3,43 / 100,00   | 0,13 |
| Total                   | Total                           | 1 195 | 100,00 / 100,00 |      |
| Eleitorado/Participação | Eleitorado/Participação         | 2 028 | 58,93 / 100,00  | 2,89 |

#### Pousada de Saramagos
| Partido                 | Partido                         | Votos | %               | +/-   |
| ----------------------- | ------------------------------- | ----- | --------------- | ----- |
|                         | Partido Socialista              | 479   | 37,19 / 100,00  | 11,88 |
|                         | Portugal à Frente               | 478   | 37,11 / 100,00  | 0,65  |
|                         | Bloco de Esquerda               | 127   | 9,86 / 100,00   | 5,53  |
|                         | Coligação Democrática Unitária  | 77    | 5,98 / 100,00   | 1,58  |
|                         | Partido Democrático Republicano | 20    | 1,55 / 100,00   | Novo  |
|                         | PCTP/MRPP                       | 16    | 1,24 / 100,00   | 0,64  |
|                         | Outros                          | 51    | 3,96 / 100,00   |       |
| Votos Inválidos         | Votos Inválidos                 | 40    | 3,10 / 100,00   | 0,18  |
| Total                   | Total                           | 1 288 | 100,00 / 100,00 |       |
| Eleitorado/Participação | Eleitorado/Participação         | 2 053 | 62,74 / 100,00  | 5,19  |

#### Requião
| Partido                 | Partido                         | Votos | %               | +/-  |
| ----------------------- | ------------------------------- | ----- | --------------- | ---- |
|                         | Portugal à Frente               | 949   | 50,94 / 100,00  | 3,17 |
|                         | Partido Socialista              | 497   | 26,68 / 100,00  | 5,55 |
|                         | Bloco de Esquerda               | 176   | 9,45 / 100,00   | 6,26 |
|                         | Coligação Democrática Unitária  | 71    | 3,81 / 100,00   | 0,30 |
|                         | Partido Democrático Republicano | 29    | 1,56 / 100,00   | Novo |
|                         | Outros                          | 78    | 4,19 / 100,00   |      |
| Votos Inválidos         | Votos Inválidos                 | 63    | 3,38 / 100,00   | 0,08 |
| Total                   | Total                           | 1 863 | 100,00 / 100,00 |      |
| Eleitorado/Participação | Eleitorado/Participação         | 2 867 | 64,98 / 100,00  | 2,52 |

#### Riba de Ave
| Partido                 | Partido                         | Votos | %               | +/-     |
| ----------------------- | ------------------------------- | ----- | --------------- | ------- |
|                         | Partido Socialista              | 734   | 36,28 / 100,00  | 2,38    |
|                         | Portugal à Frente               | 664   | 32,82 / 100,00  | 4,83    |
|                         | Bloco de Esquerda               | 232   | 11,47 / 100,00  | 4,65    |
|                         | Coligação Democrática Unitária  | 229   | 11,32 / 100,00  | 0,39    |
|                         | Partido Democrático Republicano | 24    | 1,19 / 100,00   | Novo    |
|                         | PCTP/MRPP                       | 24    | 1,19 / 100,00   | Estável |
|                         | Outros                          | 49    | 2,43 / 100,00   |         |
| Votos Inválidos         | Votos Inválidos                 | 67    | 3,31 / 100,00   | 0,24    |
| Total                   | Total                           | 2 023 | 100,00 / 100,00 |         |
| Eleitorado/Participação | Eleitorado/Participação         | 3 205 | 63,12 / 100,00  | 4,18    |

#### Ribeirão
| Partido                 | Partido                         | Votos | %               | +/-  |
| ----------------------- | ------------------------------- | ----- | --------------- | ---- |
|                         | Portugal à Frente               | 2 777 | 55,85 / 100,00  | 3,04 |
|                         | Partido Socialista              | 1 148 | 23,09 / 100,00  | 3,81 |
|                         | Bloco de Esquerda               | 428   | 8,61 / 100,00   | 4,62 |
|                         | Coligação Democrática Unitária  | 160   | 3,22 / 100,00   | 0,28 |
|                         | Partido Democrático Republicano | 88    | 1,77 / 100,00   | Novo |
|                         | PCTP/MRPP                       | 53    | 1,07 / 100,00   | 0,31 |
|                         | Outros                          | 159   | 3,20 / 100,00   |      |
| Votos Inválidos         | Votos Inválidos                 | 159   | 3,20 / 100,00   | 0,60 |
| Total                   | Total                           | 4 972 | 100,00 / 100,00 |      |
| Eleitorado/Participação | Eleitorado/Participação         | 7 642 | 65,06 / 100,00  | 1,37 |

#### Ruivães e Novais
| Partido                 | Partido                         | Votos | %               |
| ----------------------- | ------------------------------- | ----- | --------------- |
|                         | Partido Socialista              | 777   | 44,25 / 100,00  |
|                         | Portugal à Frente               | 584   | 33,26 / 100,00  |
|                         | Bloco de Esquerda               | 164   | 9,34 / 100,00   |
|                         | Coligação Democrática Unitária  | 65    | 3,70 / 100,00   |
|                         | Partido Democrático Republicano | 29    | 1,65 / 100,00   |
|                         | PCTP/MRPP                       | 24    | 1,37 / 100,00   |
|                         | Outros                          | 58    | 3,30 / 100,00   |
| Votos Inválidos         | Votos Inválidos                 | 55    | 3,13 / 100,00   |
| Total                   | Total                           | 1 756 | 100,00 / 100,00 |
| Eleitorado/Participação | Eleitorado/Participação         | 2 826 | 62,14 / 100,00  |

#### Seide
| Partido                 | Partido                         | Votos | %               |
| ----------------------- | ------------------------------- | ----- | --------------- |
|                         | Portugal à Frente               | 488   | 52,14 / 100,00  |
|                         | Partido Socialista              | 255   | 27,24 / 100,00  |
|                         | Bloco de Esquerda               | 92    | 9,83 / 100,00   |
|                         | Coligação Democrática Unitária  | 27    | 2,88 / 100,00   |
|                         | Partido Democrático Republicano | 14    | 1,50 / 100,00   |
|                         | PCTP/MRPP                       | 10    | 1,07 / 100,00   |
|                         | Outros                          | 21    | 2,24 / 100,00   |
| Votos Inválidos         | Votos Inválidos                 | 29    | 3,10 / 100,00   |
| Total                   | Total                           | 936   | 100,00 / 100,00 |
| Eleitorado/Participação | Eleitorado/Participação         | 1 451 | 64,51 / 100,00  |

#### Vale São Cosme, Telhado e Portela
| Partido                 | Partido                         | Votos | %               |
| ----------------------- | ------------------------------- | ----- | --------------- |
|                         | Portugal à Frente               | 1 607 | 52,45 / 100,00  |
|                         | Partido Socialista              | 772   | 25,20 / 100,00  |
|                         | Bloco de Esquerda               | 232   | 7,57 / 100,00   |
|                         | Coligação Democrática Unitária  | 131   | 4,28 / 100,00   |
|                         | Partido Democrático Republicano | 50    | 1,63 / 100,00   |
|                         | PCTP/MRPP                       | 36    | 1,17 / 100,00   |
|                         | Outros                          | 94    | 3,07 / 100,00   |
| Votos Inválidos         | Votos Inválidos                 | 143   | 4,66 / 100,00   |
| Total                   | Total                           | 3 064 | 100,00 / 100,00 |
| Eleitorado/Participação | Eleitorado/Participação         | 4 810 | 63,70 / 100,00  |

#### Vale São Martinho
| Partido                 | Partido                         | Votos | %               | +/-  |
| ----------------------- | ------------------------------- | ----- | --------------- | ---- |
|                         | Portugal à Frente               | 581   | 46,93 / 100,00  | 3,97 |
|                         | Partido Socialista              | 397   | 32,07 / 100,00  | 4,09 |
|                         | Bloco de Esquerda               | 105   | 8,48 / 100,00   | 5,34 |
|                         | Coligação Democrática Unitária  | 30    | 2,42 / 100,00   | 0,07 |
|                         | Partido Democrático Republicano | 19    | 1,53 / 100,00   | Novo |
|                         | Outros                          | 47    | 3,79 / 100,00   |      |
| Votos Inválidos         | Votos Inválidos                 | 59    | 4,77 / 100,00   | 0,61 |
| Total                   | Total                           | 1 238 | 100,00 / 100,00 |      |
| Eleitorado/Participação | Eleitorado/Participação         | 1 849 | 66,96 / 100,00  | 4,15 |

#### Vermoim
| Partido                 | Partido                         | Votos | %               | +/-  |
| ----------------------- | ------------------------------- | ----- | --------------- | ---- |
|                         | Portugal à Frente               | 746   | 43,88 / 100,00  | 1,11 |
|                         | Partido Socialista              | 581   | 34,18 / 100,00  | 6,76 |
|                         | Bloco de Esquerda               | 175   | 10,29 / 100,00  | 6,64 |
|                         | Coligação Democrática Unitária  | 65    | 3,82 / 100,00   | 0,06 |
|                         | Partido Democrático Republicano | 23    | 1,35 / 100,00   | Novo |
|                         | PCTP/MRPP                       | 20    | 1,18 / 100,00   | 0,14 |
|                         | Outros                          | 44    | 2,59 / 100,00   |      |
| Votos Inválidos         | Votos Inválidos                 | 46    | 2,71 / 100,00   | 0,76 |
| Total                   | Total                           | 1 700 | 100,00 / 100,00 |      |
| Eleitorado/Participação | Eleitorado/Participação         | 2 715 | 62,62 / 100,00  | 1,99 |

#### Vila Nova de Famalicão e Calendário
| Partido                 | Partido                         | Votos  | %               |
| ----------------------- | ------------------------------- | ------ | --------------- |
|                         | Portugal à Frente               | 4 918  | 44,20 / 100,00  |
|                         | Partido Socialista              | 3 518  | 31,62 / 100,00  |
|                         | Bloco de Esquerda               | 1 063  | 9,55 / 100,00   |
|                         | Coligação Democrática Unitária  | 571    | 5,13 / 100,00   |
|                         | Partido Democrático Republicano | 133    | 1,20 / 100,00   |
|                         | Pessoas–Animais–Natureza        | 120    | 1,08 / 100,00   |
|                         | PCTP/MRPP                       | 118    | 1,06 / 100,00   |
|                         | Outros                          | 239    | 2,16 / 100,00   |
| Votos Inválidos         | Votos Inválidos                 | 446    | 4,01 / 100,00   |
| Total                   | Total                           | 11 126 | 100,00 / 100,00 |
| Eleitorado/Participação | Eleitorado/Participação         | 17 917 | 62,10 / 100,00  |

#### Vilarinho das Cambas
| Partido                 | Partido                        | Votos | %               | +/-   |
| ----------------------- | ------------------------------ | ----- | --------------- | ----- |
|                         | Portugal à Frente              | 417   | 52,65 / 100,00  | 10,88 |
|                         | Partido Socialista             | 214   | 27,02 / 100,00  | 2,23  |
|                         | Bloco de Esquerda              | 68    | 8,59 / 100,00   | 4,89  |
|                         | Coligação Democrática Unitária | 15    | 1,89 / 100,00   | 0,82  |
|                         | Pessoas–Animais–Natureza       | 10    | 1,26 / 100,00   | 0,98  |
|                         | PCTP/MRPP                      | 10    | 1,26 / 100,00   | 0,12  |
|                         | Outros                         | 23    | 2,91 / 100,00   |       |
| Votos Inválidos         | Votos Inválidos                | 35    | 4,42 / 100,00   | 1,85  |
| Total                   | Total                          | 792   | 100,00 / 100,00 |       |
| Eleitorado/Participação | Eleitorado/Participação        | 1 125 | 70,40 / 100,00  | 4,24  |